# Косёнкин, Андрей Андреевич
Андрей Андреевич Косёнкин (1955; Бор, Нижегородская область, СССР, РСФСР — 2006; Россия) — советский и российский актёр, писатель, театральный деятель. Член Союза писателей России и член Союза театральных деятелей России.

## Биография
Родился в 1955 году в городе Бор Нижегородской области.
После службы в Советской Армии получил два образования: Саратовское театральное училище имени Слонова и Литературный институт имени Горького. Работал дворником, рецензентом в московских литературных журналах, заведовал отделом прозы в молодёжном журнале «Мы».
С 1979 года — актёр Калужского театра драмы. Как прозаик дебютировал на страницах журнала «Октябрь» в 1985 году.
В 1989 году в издательстве «Молодая гвардия» вышла дебютная повесть Косёнкина под именованием «Больница». Многие романы, повести и рассказы Андрея Андреевича публиковались в столичных журналах и альманахах.
В 1998 году в издательстве «Армада» был напечатан роман «Крыло голубиное» о жизни и смерти великого князя Михаила Тверского, в издательстве «АСТ» — три повести для подростков.
Председатель калужского отделения Союза российских писателей с 2000 по 2004 год. Первый художественный руководитель Калужского театра кукол, также был заведующим литературно-драматургической части. В качестве режиссёра поставил два спектакля: «Емелино счастье» и «Сюрприз».
Ушёл из жизни в 2006 году.

### Личная жизнь
Был женат на актрисе Татьяна Васильевне Косёнкиной, которая работала в Калужском ТЮЗе и в Калужском театре кукол, скончалась в 2023 году.

## Фильмография
- Потерялся слон — эпизод (1984)[3]